# 2021年トルコグランプリ
2021年トルコグランプリ（英: 2021 Turkish Grand Prix）は、2021年のF1世界選手権第16戦として、2021年10月10日にイスタンブール・パークで開催された。
正式名称は「Formula 1 Rolex Turkish Grand Prix 2021」。

## 背景
レース前のチャンピオンシップ順位
ドライバーズタイトルは前戦で優勝したルイス・ハミルトンが首位に立っているが、PU交換のペナルティの影響を最小限に留めたマックス・フェルスタッペンが2ポイント差で2位につけている。コンストラクターズでは、ボッタスが5位、ペレスが9位だったことからメルセデスがさらに広げている。
タイヤ
本レースでピレリが持ち込むドライ用タイヤのコンパウンドはハード（白）：C2、ミディアム（黄）：C3、ソフト（赤）：C4の中間の組み合わせ。
その他
- 10月6日 - レッドブルとアルファタウリは、特別なカラーリングでトルコGPに参戦することを発表した。

## エントリーリスト
レギュラーシートについては前戦ロシアGPから変更なし。

## フリー走行
FP1
10月8日 11:30 TRT(UTC+3)
トップはルイス・ハミルトン、0.425秒差で2位にマックス・フェルスタッペン、0.476秒差で3位にシャルル・ルクレールが続いた。ピエール・ガスリーは無線で再舗装したばかりの昨年と比べ、まるで別のコースと報告していた。
FP2
10月8日 15:00 TRT(UTC+3)
トップはルイス・ハミルトン、2番手にシャルル・ルクレール、3番手にバルテリ・ボッタスが続いた。4,5番手となったレッドブル陣営は、昨年の路面から大きく改善したことで持ち込んだセットアップが機能していないと説明している。
FP3
10月9日 12:00 TRT(UTC+3)
トップはピエール・ガスリー、2番手にマックス・フェルスタッペン、3番手にセルジオ・ペレスが続いた。初日トップだったメルセデス勢はPUのマイレージを抑えるためにいずれのドライバーも10周以下しか走行しなかった。

## 予選
10月9日 15:00 TRT(UTC+3)（文章の出典）
ポールはバルテリ・ボッタス、2番手にマックス・フェルスタッペン、3番手にシャルル・ルクレールとなった。Q3で最速タイムを刻んだのはルイス・ハミルトンだったが、4基目のICEの使用による10グリッド降格のペナルティにより、記録上のPPは前述の通りとなった。

### 予選結果
| 順位                | No. | ドライバー                   | コンストラクター              | Q1       | Q2       | Q3       | Grid |
| ------------------- | --- | ---------------------------- | ----------------------------- | -------- | -------- | -------- | ---- |
| 1                   | 44  | ルイス・ハミルトン           | メルセデス                    | 1:24.585 | 1:23.082 | 1:22.868 | 111  |
| 2                   | 77  | バルテリ・ボッタス           | メルセデス                    | 1:25.047 | 1:23.579 | 1:22.998 | 1    |
| 3                   | 33  | マックス・フェルスタッペン   | レッドブル-ホンダ             | 1:24.592 | 1:23.732 | 1:23.196 | 2    |
| 4                   | 16  | シャルル・ルクレール         | フェラーリ                    | 1:24.869 | 1:24.015 | 1:23.265 | 3    |
| 5                   | 10  | ピエール・ガスリー           | アルファタウリ-ホンダ         | 1:24.704 | 1:23.817 | 1:23.326 | 4    |
| 6                   | 14  | フェルナンド・アロンソ       | アルピーヌ-ルノー             | 1:25.174 | 1:23.914 | 1:23.477 | 5    |
| 7                   | 11  | セルジオ・ペレス             | レッドブル-ホンダ             | 1:24.963 | 1:23.961 | 1:23.706 | 6    |
| 8                   | 4   | ランド・ノリス               | マクラーレン-メルセデス       | 1:25.138 | 1:24.642 | 1:23.954 | 7    |
| 9                   | 16  | ランス・ストロール           | アストンマーティン-メルセデス | 1:25.511 | 1:24.601 | 1:24.305 | 8    |
| 10                  | 22  | 角田裕毅                     | アルファタウリ-ホンダ         | 1:25.409 | 1:24.054 | 1:24.368 | 9    |
| 11                  | 5   | セバスチャン・ベッテル       | アストンマーティン-メルセデス | 1:25.787 | 1:24.795 |          | 10   |
| 12                  | 31  | エステバン・オコン           | アルピーヌ-ルノー             | 1:25.422 | 1:24.842 |          | 12   |
| 13                  | 63  | ジョージ・ラッセル           | ウィリアムズ-メルセデス       | 1:25.417 | 1:25.007 |          | 13   |
| 14                  | 47  | ミック・シューマッハ         | ハース-フェラーリ             | 1:25.555 | 1:25.200 |          | 14   |
| 15                  | 55  | カルロス・サインツ           | フェラーリ                    | 1:25.177 | No Time  |          | 192  |
| 16                  | 3   | ダニエル・リカルド           | マクラーレン-メルセデス       | 1:25.881 |          |          | 202  |
| 17                  | 6   | ニコラス・ラティフィ         | ウィリアムズ-メルセデス       | 1:26.086 |          |          | 15   |
| 18                  | 99  | アントニオ・ジョヴィナッツィ | アルファロメオ-フェラーリ     | 1:26.430 |          |          | 16   |
| 19                  | 7   | キミ・ライコネン             | アルファロメオ-フェラーリ     | 1:27.525 |          |          | 17   |
| 20                  | 9   | ニキータ・マゼピン           | ハース-フェラーリ             | 1:28.449 |          |          | 18   |
| 107% time: 1:30.505 |     |                              |                               |          |          |          |      |
| ソース:             |     |                              |                               |          |          |          |      |

追記
- ^1 – ハミルトンは追加のICEを使用したため10グリッド降格[15]。
- ^2 – サインツとリカルドは追加のパワーユニットを使用したため最後尾からのスタート[15]。

## 決勝
10月10日 15:00 TRT(UTC+3)（文章の出典）
優勝はバルテリ・ボッタスで2020年ロシアグランプリ以来通算10勝目を挙げ、自身2度目のハットトリックも達成した。2番手にマックス・フェルスタッペン、3番手にセルジオ・ペレスとレッドブル勢が続いた。
雨がポツポツと降り続き路面は乾かず、溝が無くなり接地面が増えたインターミディエイトで走り続けるほうが速いという特殊な状況のレースだった。ウェット宣言下のレースではタイヤ交換義務がないため、エステバン・オコンは唯一ノーピットを成功させ10位で完走しポイントを獲得している。

### レース結果
| 順位    | No. | ドライバー                   | コンストラクター              | 周回数 | タイム/リタイア原因 | Grid | Pts. |
| ------- | --- | ---------------------------- | ----------------------------- | ------ | ------------------- | ---- | ---- |
| 1       | 77  | バルテリ・ボッタス           | メルセデス                    | 58     | 1:30:41.001         | 1    | 26FL |
| 2       | 33  | マックス・フェルスタッペン   | レッドブル-ホンダ             | 58     | +14.584             | 2    | 18   |
| 3       | 11  | セルジオ・ペレス             | レッドブル-ホンダ             | 58     | +33.471             | 6    | 15   |
| 4       | 16  | シャルル・ルクレール         | フェラーリ                    | 58     | +37.814             | 3    | 12   |
| 5       | 44  | ルイス・ハミルトン           | メルセデス                    | 58     | +41.812             | 11   | 10   |
| 6       | 10  | ピエール・ガスリー           | アルファタウリ-ホンダ         | 58     | +44.292             | 4    | 8    |
| 7       | 4   | ランド・ノリス               | マクラーレン-メルセデス       | 58     | +47.213             | 7    | 6    |
| 8       | 55  | カルロス・サインツ           | フェラーリ                    | 58     | +51.526             | 19   | 4    |
| 9       | 18  | ランス・ストロール           | アストンマーティン-メルセデス | 58     | +82.018             | 8    | 2    |
| 10      | 31  | エステバン・オコン           | アルピーヌ-ルノー             | 57     | +1 Lap              | 12   | 1    |
| 11      | 99  | アントニオ・ジョヴィナッツィ | アルファロメオ-フェラーリ     | 57     | +1 Lap              | 16   |      |
| 12      | 7   | キミ・ライコネン             | アルファロメオ-フェラーリ     | 57     | +1 Lap              | 17   |      |
| 13      | 3   | ダニエル・リカルド           | マクラーレン-メルセデス       | 57     | +1 Lap              | 20   |      |
| 14      | 22  | 角田裕毅                     | アルファタウリ-ホンダ         | 57     | +1 Lap              | 9    |      |
| 15      | 63  | ジョージ・ラッセル           | ウィリアムズ-メルセデス       | 57     | +1 Lap              | 13   |      |
| 16      | 14  | フェルナンド・アロンソ       | アルピーヌ-ルノー             | 57     | +1 Lap              | 5    |      |
| 17      | 6   | ニコラス・ラティフィ         | ウィリアムズ-メルセデス       | 57     | +1 Lap              | 15   |      |
| 18      | 5   | セバスチャン・ベッテル       | アストンマーティン-メルセデス | 57     | +1 Lap              | 10   |      |
| 19      | 47  | ミック・シューマッハ         | ハース-フェラーリ             | 56     | +2 Laps             | 14   |      |
| 20      | 9   | ニキータ・マゼピン           | ハース-フェラーリ             | 56     | +2 Laps             | 18   |      |
| ソース: |     |                              |                               |        |                     |      |      |

#### 追記
- ^FL - ファステストラップの1点を含む

#### 達成された主な記録
- F1史上12回目の全車完走。
- ハットトリック｜バルテリ・ボッタス（通算2度目）

## 第16戦終了時点のランキング
|         | 順位 | ドライバー                 | ポイント |
| ------- | ---- | -------------------------- | -------- |
| 1       | 1    | マックス・フェルスタッペン | 262.5    |
| 1       | 2    | ルイス・ハミルトン         | 256.5    |
|         | 3    | バルテリ・ボッタス         | 177      |
|         | 4    | ランド・ノリス             | 145      |
|         | 5    | セルジオ・ペレス           | 135      |
| ソース: |      |                            |          |

|         | 順位 | コンストラクター        | ポイント |
| ------- | ---- | ----------------------- | -------- |
|         | 1    | メルセデス              | 433.5    |
|         | 2    | レッドブル-ホンダ       | 397.5    |
|         | 3    | マクラーレン-メルセデス | 240      |
|         | 4    | フェラーリ              | 232.5    |
|         | 5    | アルピーヌ              | 104      |
| ソース: |      |                         |          |

|         | 順位 | ドライバー                 | 獲得数 |
| ------- | ---- | -------------------------- | ------ |
|         | 1    | マックス・フェルスタッペン | 4      |
|         | 2    | ルイス・ハミルトン         | 4      |
|         | 3    | バルテリ・ボッタス         | 3      |
|         | 4    | セルジオ・ペレス           | 1      |
|         | 5    | ピエール・ガスリー         | 1      |
| ソース: |      |                            |        |

- 注：いずれもトップ5まで掲載。
- 注：ファストテストラップアワードは同数の場合、カウントバック方式がとられている。